# Les Souris grises
Pour plus de détails, voir Fiche technique et Distribution.
Les Souris grises (titre original : Blitzmädels an die Front) est un film allemand réalisé par Werner Klingler, sorti en 1958.

## Synopsis
En 1944, alors que la fin de la Seconde Guerre mondiale approche, l'Oberführer Hanna Helmke est envoyée au centre de presse d'un aérodrome construit par l’armée de l’air allemande près du front occidental, en compagnie de 30 auxiliaires féminines (appelées Blitzmädel en allemand à cause de leur insigne représentant un éclair, et « souris grises » en français). Le lieutenant Wagner est convaincu depuis longtemps que la guerre est bientôt gagnée et ne le cache pas. Il considère donc que le détachement de filles est inutile. En raison de ses commentaires francs, il entre bientôt en conflit avec Hanna Helmke. Elle n'a que les règles de service en tête et est habituée à recevoir et à donner des ordres.
L'invasion des Alliés intervient rapidement. On suit alors quelques destins individuels de ces femmes : beaucoup d'entre elles sont tuées dans leurs missions. Une histoire d'amour entre une auxiliaire de la Wehrmacht et un Français a une fin tragique.
Avant que les troupes alliées ne prennent d'assaut le camp, Helmke reçoit l'ordre de se rendre avec les agents du renseignement dans un autre camp, où elles pourront être utilisées pour soigner les blessés.

## Fiche technique
- Titre : Les Souris grises
- Titre original : Blitzmädels an die Front (de)
- Réalisation : Werner Klingler
- Scénario : Hans Hellmut Kirst
- Musique : Horst Dempwolff
- Direction artistique : Max Mellin (de), Karl Weber
- Photographie : Erich Claunigk (de)
- Montage : Klaus Eckstein
- Production : Johann Alexander Hübler-Kahla (de)
- Société de production : Hübler-Kahla Film
- Société de distribution : Prisma-Filmverleih
- Pays d'origine :  Allemagne de l'Ouest
- Langue : allemand
- Format : Noir et blanc - 1,66:1 - mono - 35 mm
- Genre : Guerre
- Durée : 88 minutes
- Dates de sortie :
  -  Allemagne de l'Ouest : 22 août 1958.
  -  France : 2 septembre 1959[1].
  -  Danemark : 14 juin 1961.
  -  Finlande : 30 juin 1961.
  -  Pays-Bas : 14 décembre 1961.

## Distribution
- Eva Ingeborg Scholz : Hanna Helmke, Oberführerin
- Les auxiliaires de presse :
  - Antje Geerk : Karin Mertens
  - Edith Elmay : Diana Schramm
  - Nana Osten (de) : Renate Gontard
  - Uta Hallant (de) : Monika Fink
  - Claudia Gerstäcker (de) : Elfriede Bartsch
  - Christiane Nielsen : Margarethe Sanden
  - Elisabeth Terval : Barbara Jensen
  - Ruth Müller : Erika Hinz
- Horst Frank : Gaston, un Français
- Klausjürgen Wussow : Oberleutnant Wagner
- Bert Fortell : l'Obergefreiter Peter Fischer
- Robert Meyn : Le général de la Luftwaffe
- Hermann Nehlsen (de) : Dr. Graumann, météorologue
- Werner Peters : Stabsarzt (de) dans le commandement de la région militaire
- Emmerich Schrenk : Le chef de la division d'artillerie
- Johannes Grossmann (de) : Hauptmann von Falckenstein
- Peter Gerhard (de) : Major Köhler, commandant du centre de presse
- Armin Dahlen (de) : Un Hauptmann
- Ernst Brasch : Un Hauptfeldwebel
- Paul Bös (de) : Sous-officier Globalski
- Ricklef Müller : L'Unterscharführer
- Klaus Behrendt (de) : Un adjudant

## Source de traduction
- (de) Cet article est partiellement ou en totalité issu de l’article de Wikipédia en allemand intitulé « Blitzmädels an die Front » (voir la liste des auteurs).